# Bailong Gou
Bailong Gou (chinesisch 百龍溝 ‚Weißer-Drachen-Schlucht‘) ist eine große, verschneite Schlucht an der Ingrid-Christensen-Küste des ostantarktischen Prinzessin-Elisabeth-Lands. Südöstlich der Larsemann Hills erstreckt sie sich durch den Dålk-Gletscher in nord-südlicher Ausrichtung über eine Länge von etwa 80 km.
Chinesische Wissenschaftler benannten sie im Zuge von Satellitenvermessungen und Kartierungsarbeiten. In ihrer Form erinnert die Schlucht an einen weißen Drachen, der sich in Richtung der Prydz Bay fortbewegt.